# メデジン・カルテル
メデジン・カルテル（スペイン語: Cártel de Medellín）は、コロンビアの犯罪組織。パブロ・エスコバルによりコロンビアのメデジンに創立された、麻薬密売者の組織化されたネットワークで、主に1970年代および1980年代を通して活動した。
資金源は麻薬（特にコカイン）の生産・加工・販売、宝石加工・販売、身代金獲得。その収益は1カ月あたり最大6000万ドルに上り、複数の見積りでは、合計で最大280億ドルの資産があった。カルテルに参加し、あるいは関与した他の有名な人物には、オチョア家、カルロス・レデル、およびジョージ・ユングなどがいる。
メデジン・カルテルはカリ・カルテルと恒常的に争い、また1980年代前半からコロンビア政府と抗争を繰り広げた。コカの生産農家、加工業者、販売業者に支えられたゲリラ的犯罪組織であり、常にアメリカと対立し爆弾闘争や営利誘拐を繰り返している。

## 誕生と拡大

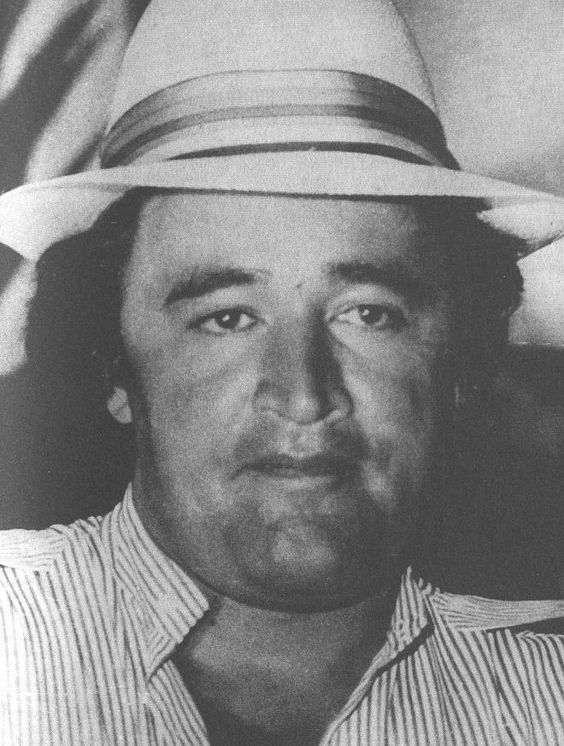
ゴンサロ・ロドリゲス・ガチャ

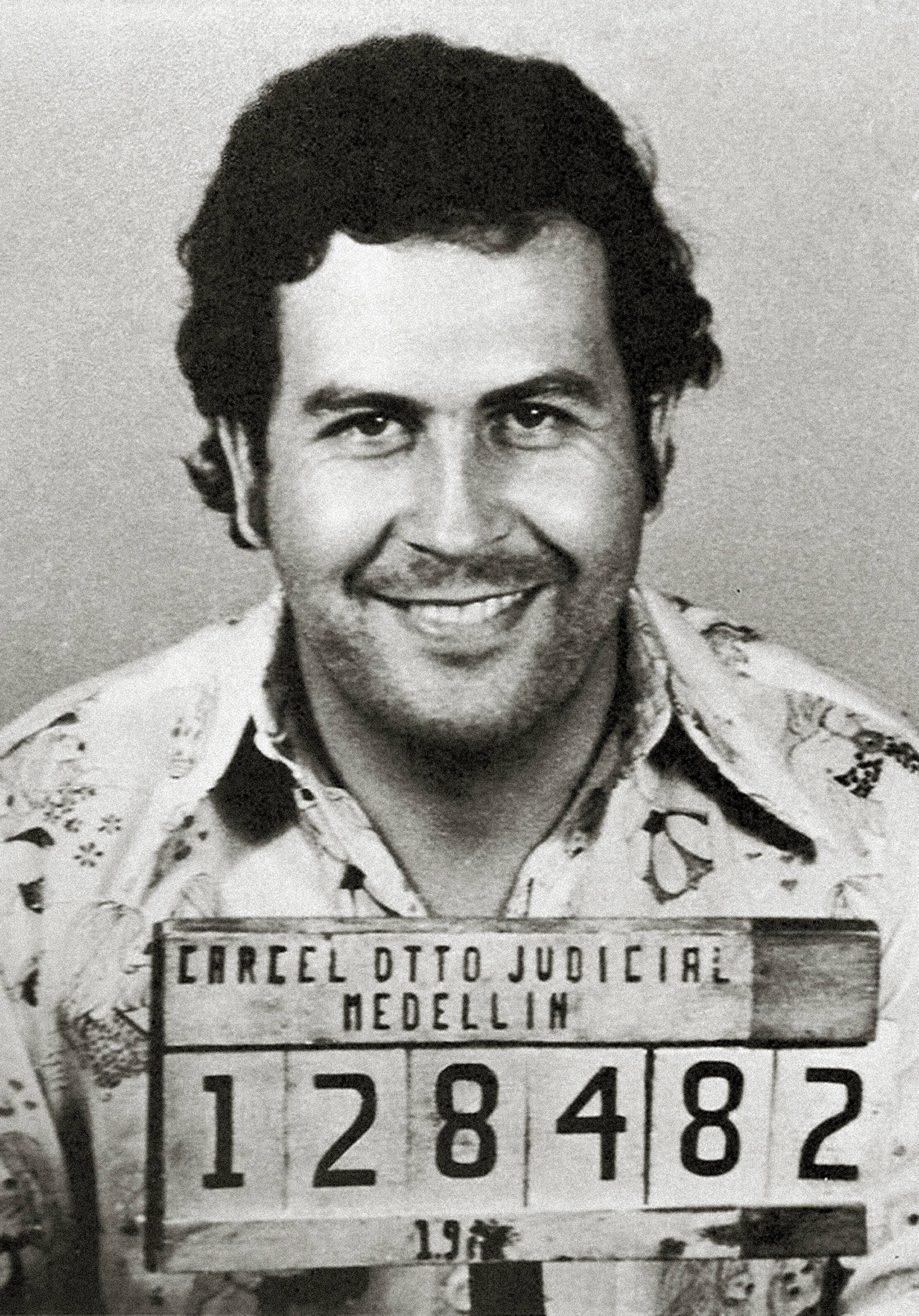
パブロ・エスコバル

もともとコロンビアの犯罪組織は、貴金属、酒、煙草の密輸、窃盗、盗品売買が主な資金源だったがアメリカでマリファナ、その後コカインが流行するとそれに目を付けたエスコバルを首領に首都ボゴタなどを統括していたゴンサロ・ロドリゲス・ガチャ、カリブ海の密輸ルートを握っていたカルロス・レデル、メデジンの伝統的なマフィアであるオチョア家を最高幹部とした、メデジン・カルテルを結成した。その地の利を生かし、ペルーとボリビアから持ち込んだ良質のコカインをマイアミのキューバ系組織に渡していたが、後には生産、流通も支配するようになり、最盛期のメデジン・カルテルは、対米麻薬密輸の8割をカリ・カルテルと扱い年間数億ドルの収入を得ていたと見積もられ、エスコバル自身も大富豪として豪勢に暮らした。
また、メデジン・カルテルは武闘派組織であり1981年にゲリラの4月19日運動（M-19）にオチョア家の家族が誘拐されると、「誘拐者に死を」（MAS）という武装集団を結成して報復した。この一件以来、自動火器や航空機、設備の整った基地、イスラエル人、イギリス人、オーストラリア人の傭兵による顧問団によって私兵組織を拡大していき、ゲリラだけでなく政治家や治安当局も標的とするようになる。また、この集団がAUCなど後の準軍事組織の起こりとされている。

## 麻薬戦争
アメリカ政府による支援を受けたコロンビア政府との間の麻薬戦争では、メデジン・カルテルは頑強に抵抗した。1984年にアメリカへの犯罪人引渡し条約を厳格に進めようとした法務大臣を暗殺し、1985年に発生した4月19日運動によるコロンビア最高裁占拠事件にも関与していた。さらに引渡し賛成派の国会議員2名、翌年には検事総長を暗殺し、遂に1989年、メデジン・カルテルは当時コロンビア自由党の大統領候補で多くの支持を集めていたルイス・カルロス・ガラン・サルミエントを暗殺した。加えて、乗員110名が犠牲になったアビアンカ航空203便爆破事件（ガランの後継の大統領候補となったセザル・ガビリア暗殺が目的だったがこれは失敗している）、ボゴタの治安警察本部前爆破事件などのテロ行為も実行している。更にライバルであるカリ・カルテルとの抗争も激化し、メデジン周辺は無政府状態に陥った。
政府側もエスコバルと不仲となったカルロス・レデルは87年に逮捕しアメリカに引き渡され、ゴンザロ・ロドリゲス・ガチャは1989年に特殊部隊によって射殺された。翌年からは、憲法改正で犯罪人の対外引渡しが禁止されたことによりカルテルの幹部から投降が相次ぎ、遂に1991年、5年の服役とアメリカへの引渡忌避を条件にエスコバルは出頭し豪華な設備を備えた刑務所に収監された。収監された刑務所内から組織を動かしていたが、その間には幹部や部下が投降、あるいは殺害され勢力が弱まりつつあった。翌年、脱獄しコロンビア政府、アメリカのデルタフォース、カリ・カルテルに追われ「Los Pepes」と自称する集団にエスコバルの家族や手下300人以上を殺害され、組織は大打撃を受ける。そしてエスコバルは、自宅にいたところを治安部隊に射殺され、2万人の死者を出したとされる麻薬戦争は終結した。

## その後
幾度にもわたるアメリカ軍の掃討作戦やコロンビア政府による摘発で、大物の多くが死亡あるいは逮捕された。カルテルは統一された実体としては消滅し、その組織力と影響力の多くを失ったものの、生き残った組織や元構成員は国際的な麻薬界で現在もなお活動的を続けており、独自の私設軍を保持し、動員力もあり、命脈を保っている。貧困にあえぐ中南米の諸問題が解決されない限り、メデジン・カルテルの壊滅は達成されないであろうという意見もある。
2002年以降のウリベ大統領の宣伝によれば、組織は見る影もなく元構成員の更生が進められているという。